# جون مارتن سكريبس
جون مارتن سكريبس (بالإنجليزية: John Martin Scripps)‏ (و. 1959 – 1996 م) هو قاتل متسلسل بريطاني، ولد في ليتشوورث، توفي في شانغي ‏، عن عمر يناهز 37 عاماً ، بسبب شنق.